# 龙溪镇 (抚州市)
龙溪镇，是中国江西省抚州市临川区所辖的一个镇。

## 行政区划
龙溪镇下辖以下村级行政区划单位
龙溪街社区、龙溪村、易家村、陈园村、廖坊村、梅溪村、雷李村、汤家村、司尧村、山下村、竹叶村、金坑村和栖源村。